# سیارک ۲۲۷۱
سیارک ۲۲۷۱ (به انگلیسی: 2271 Kiso، نامگذاری:1976UV5) دو هزار و دویست و هفتاد و یکمین سیارک کشف شده‌است که در ۲۲ اکتبر ۱۹۷۶ کشف شد.
قدر مطلق سیارک برابر ۱۱٫۱۰ است.